# Droge worst

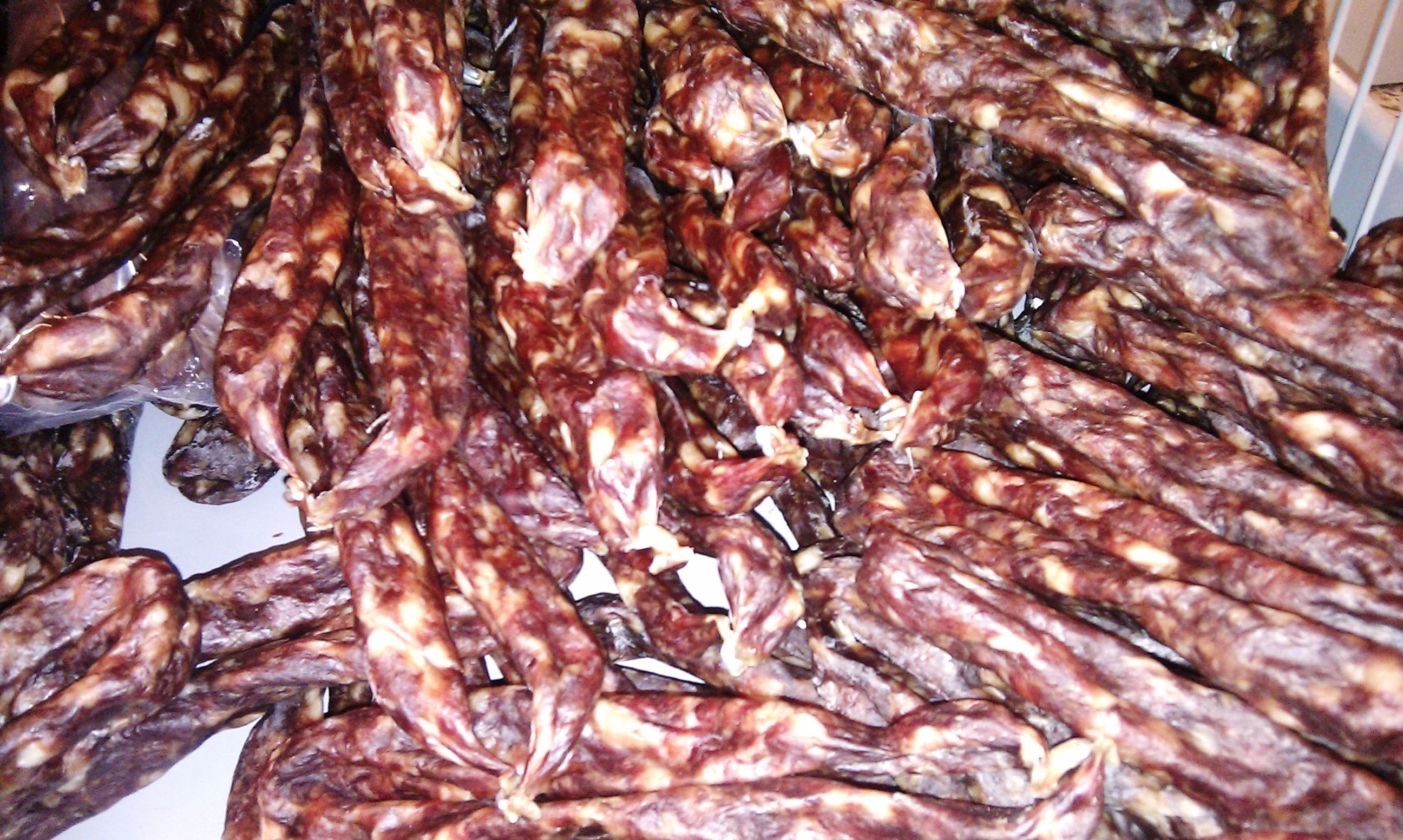
Ambachtelijke droge worsten

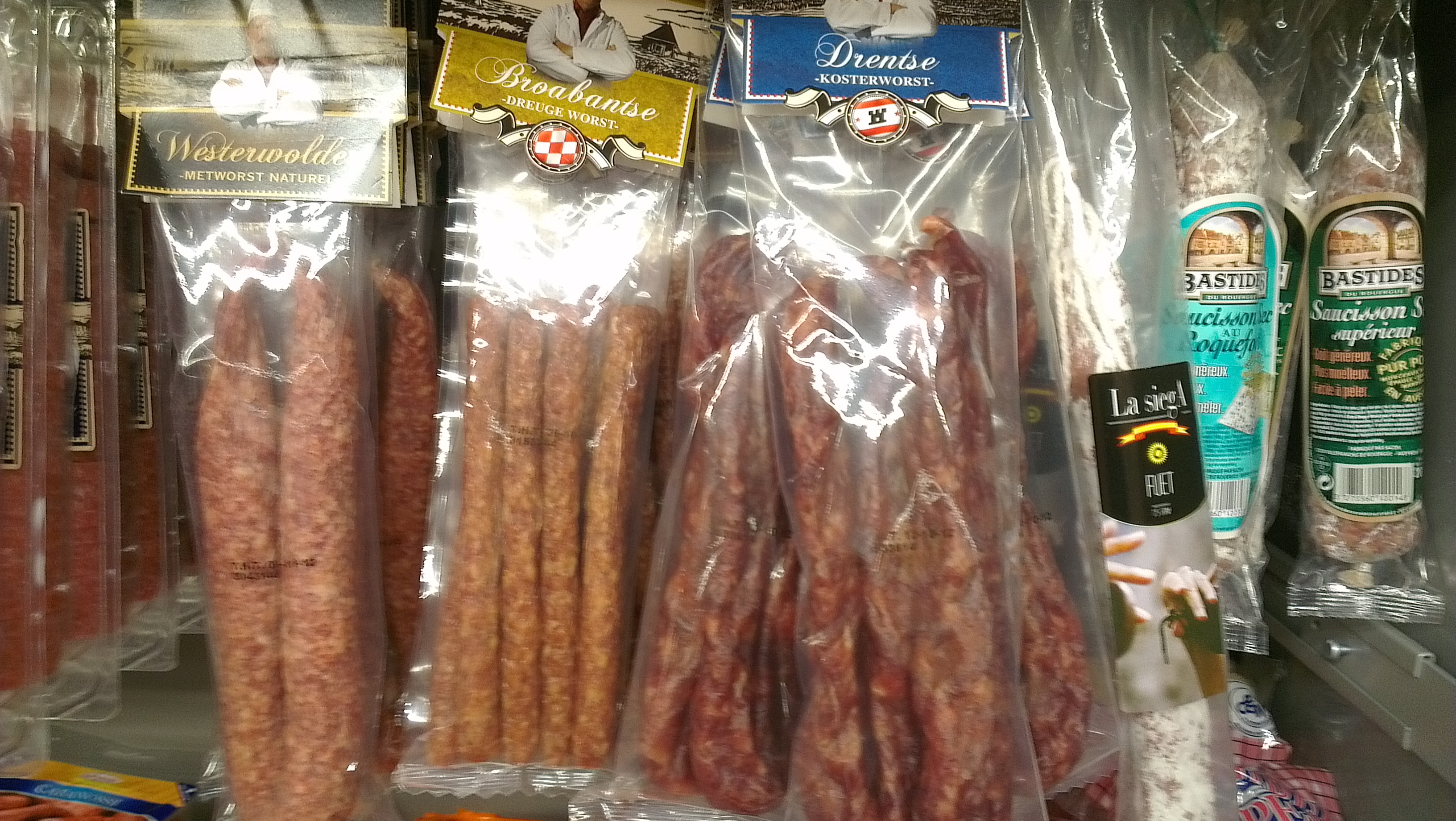
Verschillende soorten droge worst

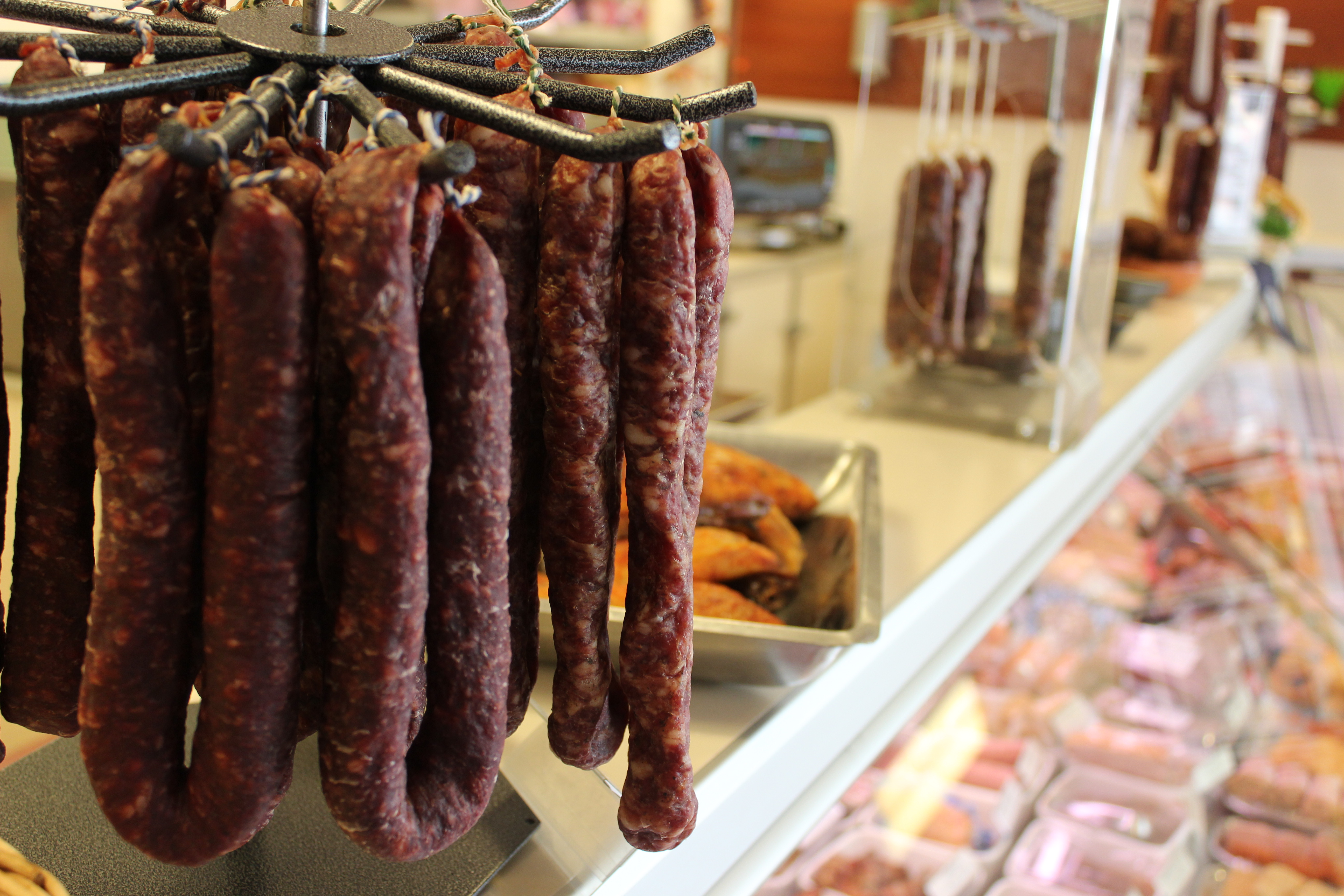
Groninger droge worst

Droge worst is een streekgerecht, waarbij de worst na het vullen wordt opgehangen om te drogen.
De smaak is afhankelijk van de toegevoegde kruiden. Kruidnagel is daarvan de meest gebruikte. Droge worst wordt als borrelhapje of tussendoortje gegeten. De worst wordt soms gekookt. Droge worst is ook in gebruik als ingrediënt van rauwkostsalades.

## Geografische verspreiding
In het noorden en oosten van Nederland – Groningen, Friesland, Drenthe en Overijssel – worden verschillende soorten droge worst veelvuldig gemaakt. In mindere mate is het produceren van droge worst ook een traditie in westelijk en zuidelijk Nederland. 
Het was in het verleden voornamelijk populair vanwege de langere houdbaarheid van gedroogd vlees, aangezien men het niet goed kon koelen of invriezen. In warme landen was droge worst hierdoor onder kolonisten erg gewild. Ook in Zuid-Afrika is droge worst (droëwors) daardoor  een bekend voedingsmiddel geworden.

## Bereiding
De worsten worden gedroogd en/of gerookt op een mengsel van smeulende houtsnippers en turf. Er zijn verschillen in werkwijze en receptuur in Friesland, Groningen en Drenthe. De Groningse en Friese droge worst zijn aanzienlijk minder gedroogd dan de Drentse. De Groningse worst bevat meer kruidnagel dan de Friese. De Drentse worst, ook bekend als harde- of kosterworst, is wat vetter.

## Soorten droge worst
- Drentse kosterworst
- Groninger metworst
- Salami
- Marcaboules
- Zoeltje
- Rotterdammer worst
- Fryske drûge woarst (droege woarst volgens de oude Friese spelling)

## Trivia
- De Drentse band Skik schreef het nummer dreuge worst waarin de worst wordt bezongen: Dreuge worst, dreuge worst...zol niet weetn wat ik zunder most.